# Nevado de Cachi
Le Nevado de Cachi (ou sierra de Cachi) est la montagne la plus élevée de la région des vallées Calchaquies, dans la province de Salta en Argentine. Elle culmine au Cumbre del Libertador à 6 380 m d'altitude.